# Зелімхан Гушмазукаєв
Зелімхан Гушмазукаєв (Харачовський ; січень 1872 — 26 вересня 1913) — відомий чеченський абрек. Представник тайпу харачой.

## Біографія
Народився в селі Харача Грозненського округу Терської області (нині Веденський район Чеченської республіки).
Стати абреком Зелімхана змусили такі обставини: звинувачення у вбивстві та подальше ув'язнення.
За словами самого Зелімхана, він походив із заможної родини, мав велику і дрібну рогату худобу, коней, млин і велику пасіку, в якій налічувалося кілька сотень вуликів. У 1901 році Зелімхан вже був сімейною людиною і не думав про долю абрека. Але спроба одружити молодшого брата Солтамурада спричинила несподіваний конфлікт: родичі дівчини віддали її за іншого. Сутичка між молодими людьми із різних родин призвели до загибелі родичів Зелімхана.
У відповідь Зелімхан убив людину з ворожої родини, здійснивши «кровну помсту». Хоча, між сторонами відбулося примирення, влада через кілька вбивств стала виробляти дізнання. Слідство виявило провину у вбивствах Зелімхана, його батька та двох братів. Таким чином, було знайдено юридичну підставу для того, щоб взяти під арешт самого Зелімхана та його родичів.
24 травня 1901 року за здійснення акту кревної помсти він був засуджений на 3,5 року у виправні арештантські відділення та засланий до Ілецької в'язниці. Влітку 1901 року був повернутий до Грозного для перегляду судового рішення, після чого був ув'язнений до Грозненської в'язниці. У в'язниці Зелімхан зустрів Сулумбека Сагопшинського (майбутній інгушський абрек). Архівні документи свідчать, що Зелімхан та Сулумбек разом здійснили втечу з в'язниці. Потім стали друзями і разом брали участь у набігах.

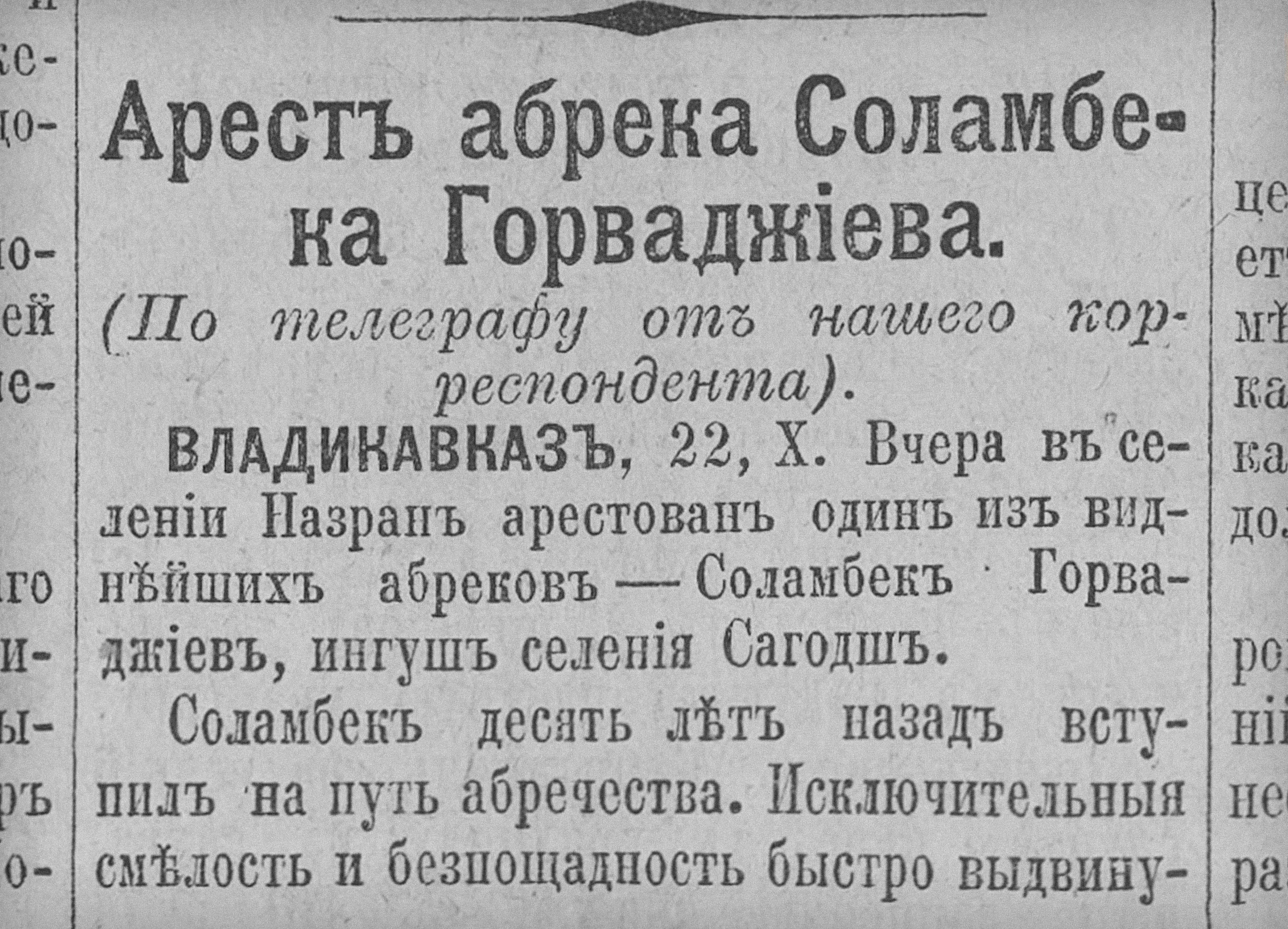
Газета «Російське слово», № 244 — Москва, 1911 р.

Абреки займалися грабунками, здирством і нападами на поліцію. Діючи самотужки чи невеликими групами, вони вбивали чиновників, поліцейських, грабували банки, казенні установи. Пограбування для абреків було джерелом існування, на викрадені гроші вони також скуповували зброю.
Після втечі з в'язниці Зелімхан деякий час ховається в рідних місцях і розпочинає абрекування. Невловимість Зелімхана протягом багатьох років (з 1901 по 1913 рік) надала йому, як повідомлялося в донесеннях до Санкт-Петербурга, в гірських селищах прізвисько «намісника гір», як би на противагу наміснику його імператорської величності на Кавказі.
Найбільша активність Зелімхана почалася з початку революції 1905 року, у якій він, як та інші абреки, взяв участь. Їх активно використовували антиурядові угруповання, наймаючи для нападів поліцейських та чиновників. Починаючи з весни 1905 року у гірських селах Чечні та Інгушетії піднімається хвиля заворушень. Селяни виганяли чиновників, що призначалися владою, захоплювали приватні і казенні землі, відмовлялися платити податки і виконувати повинності. Виступи селян, які продовжилися і в 1906 році, набули найбільшого розмаху у Веденському районі, на батьківщині Зелімхана. Заворушення підтримувалися як антиурядовими партіями, і абреками.
Загін під керівництвом Зелімхана, не обмежуючись пограбуваннями та здирництвами, почав фактично партизанську війну проти влади.
У жовтні 1905 року він розстріляв 17 пасажирів-офіцерів із зупиненого ним поїзда.
У квітні 1906 року Зелімхан убив начальника Грозненського округу підполковника Добровольського. У 1908 році — начальника Веденського округу полковника Галаєва. У січні 1910 року — здійснив наліт на Грозненський вокзал і відвіз з каси 18000 рублів. Весною 1910 року було скоєно напад на Кизляр . Переодягнувшись у козаків, його загін пограбував Кизлярський банк.
Принаймні придушення революції 1905-07 років уряду дійшли руки й у Кавказу. Проти абреків були кинуті козаки та добровольчі загони мирних чеченців. Наказом Терської області владою було сформовано «тимчасовий загін волонтерів» на чолі з військовим старшиною Вербицьким для знищення Зелімхана та його соратників. У селах, що вкривали абреків, проводилися жорсткі «зачистки». Почалися переслідування родичів Зелімхана: було вбито його брата і батька, заарештовано його дружину й дітей. За голову абрека уряд призначив 5000 рублів, а згодом цю суму було збільшено до 18000 рублів.
У 1911 році з абреком зустрілися кілька студентів- анархістів з Ростова-на-Дону. Ті йому розповіли, що «цар не тільки чеченцям робить зло». Студенти докладно розповіли про боротьбу, яку вони ведуть по всій Росії проти уряду. Зелімхан зі співчуттям та підтримкою поставився до гостей. Вони розлучилися друзями та соратниками. Студенти вручили Зелімхану червоно-чорний прапор, чотири бомби та печатку, на якій було написано «Група кавказьких гірських терористів-анархістів. Отаман Зелімхан». З цього моменту Зелімхан скріплював свої послання та ультиматуми цією печаткою.
Абрецтво мало підтримку серед частини горян, які часто приєднувалися до нальотів на банки та каси. Однак кільце навколо загону Зелімхана на Північному Кавказі постійно стискалося. За голову Зелімхана адміністрація призначила велику нагороду. За його голову було обіцяно нагороду 18000 рублів (дійна корова тоді коштувала 60 рублів). Багато чеченських аулів було обкладено великими штрафами за приховування абрека. Багато учасників його загону було заарештовано або вбито. Головну роль у переслідуванні та ліквідації абреків Зелімхана відіграли мирні чеченці. Втративши більшу частину свого загону, Зелімхан пішов у гори. У вересні 1913 року владі стало відомо про його місцезнаходження. 25 вересня 1913 загін під командуванням поручика Георгія Кібірова, який вважав Зелімхана своїм кревником, напав на слід абрека. Зелімхан був оточений біля села Шалі і внаслідок нетривалого бою був убитий.

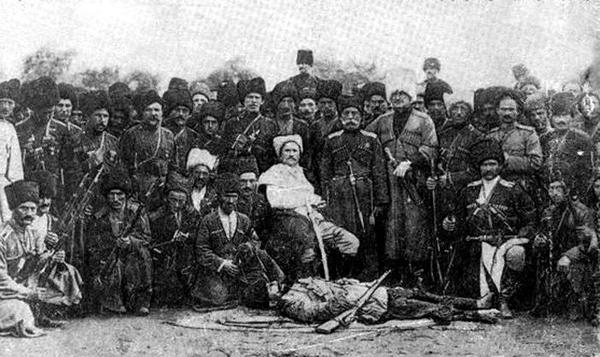
Шалі. Вересень 1913 року. Георгій Кібіров (у центрі) зі своїм загоном.

### Хронологіяжиття абрека

#### 1872—1905 гг.
- 01. 1872 р — У с. Харачою Веденського округу народився Зелімхан Гушмазукаєв, який став абреком. Під час Смути 1905-07 рр. був використаний революційними партіями для боротьби з урядом.
- 24 травня 1901 р. — У Грозному пройшов суд над Зелімханом Гушмазукаєвим, його батьком Гушмазуко Бехоєвим. Суд засудив їх до 3,5 років за вбивство «кровної помсти» у виправні арештантські відділення. Зелімхана заслали на Ілецьку в'язницю.
- Літо 1901 — Зелімхана повернули із заслання на перегляд судового рішення, після якого знову ув'язнили у Грозненській в'язниці.
- Літо 1901 — Втеча Зелімхана із трьома товаришами з Грозненської в'язниці.
- 1901 р. — Вихід Зелімхана Гушмазукаєва на арену абрецького руху.
- Листопад 1902 — Зіткнення між чеченцями та козаками на базарі селища Шаміюрт через спробу козаків відібрати у чеченців зброю.
- 15 вересня 1903 р. — Припис начальника Терської області начальникам дільниць зробити в аулах раптові обшуки та конфіскацію зброї.
- 27 січня 1904 р. — Чеченські селища Веденського округу відмовилися визнавати старшин, що призначаються адміністрацією, і сплачувати податки.
- Кінець 1904 — Селянські хвилювання в 60 аулах Веденського округу.
- 17 травня 1905 р. — Від імені чеченського, інгушського, кабардинського, осетинського народів наміснику подано колективне прохання щодо надання міському населенню прав місцевого сільського самоврядування.
- Травень — вересень 1905 р. — Розміщення військ у чеченських аулах для запобігання безладдям.
- 24 жовтня 1905 р. — Грозненський, Веденський та Хасав'юртовський округи оголошено на військовому становищі і генерал Свєтлов призначений спільним керівником військовими діями.
- 17 жовтня 1905 р. — Абрек Зелімхан у відповідь на погром чеченців, організований владою на грозненському базарі 10 жовтня 1905 р., біля станції Каді-Юрт зупинив пасажирський поїзд і розстріляв 17 пасажирів з-поміж офіцерів і представників влади. Рівно стільки ж розстріляли солдати та козаки на грозненському базарі.

#### 1906—1910 гг.
- 17 лютого 1906 р. — Збори почесних старійшин Веденського округу в с. Устар-Горде (нині р. Аргун) виступили з вимогою прибрати з посади начальника Веденського округу полковника Ханжалова.
- 16 березня 1906 р. — Другі збори почесних старійшин Веденського округу. генерал-губернатор Терської області Колюбакін змушений був задовольнити їхню вимогу.
- 1906 4 квітня — Зелімхан Гушмазукаєв вбив старшого помічника начальника Грозненського округу підполковника Добровольського.
- Серпень — грудень 1906 — Каральна експедиція полковника Галаєва до аулів Веденського округу, де ховалися абреки.
- 17-18 грудня 1906 — після артилерійського обстрілу чеченських аулів Веденського округу абреки втекли в гори.
- Літо 1908 — Вбивство абреком Зелімханом начальника Веденського округу полковника Галаєва — автора проектів із землеустрою Нагірної смуги, які викликали бурхливі протести у селян-горців.
- 1908 р. серпень — у відповідь на це вбивство організовано каральну експедицію в аул Цацан-юрт.
- 31 серпня 1908 — Вбито батька абрека Зелімхана Гушмазуко і брат Солтамурада.
- 7 березня 1909 р. — Наказ Терської області про формування тимчасового «волонтерського загону» на чолі з військовим старшиною Вербицьким, на якого покладалося доручення з лову та знищення озброєних «розбійницьких зграй» у межах Хасавюртовського, Веденського, Грозненського та Назранівського округів, як Зелімхана .
- 14 березня 1909 р. — на отамана «волонтерського загону» військового старшину Вербицького та його охорону на Гудермесському базарі напали абреки. На місці побоїща залишилося 3 убитих та 10 поранених абреків.
- 1909 р. — За голову Зелімхана царська влада призначила 5000 рублів.
- 9 січня 1910 р. — Абрек Зелімхан о другій годині ночі здійснив наліт на грозненський вокзал, ввіз з каси 18000 рублів. Відібрані гроші та цінності розподілені серед бідних людей
- 9 квітня 1910 р. — Абрек Зелімхан, бажаючи усунути Вербицького, заздалегідь попередив отамана про свій намір напасти на Кизлярський банк. О 12 годині дня абреки пограбували Кизлярський банк, а Вербицький не зміг їм завадити. Видобуток від цього нальоту невеликий. Головне — вдалося помститися Вербицькому. Він потрапив під суд за бездіяльність і невдачу в затриманні Зелімхана.
- 25 вересня 1910 р. — Великий загін під командуванням начальника Назранівського округу князя Андроннікова розпочав операцію з упіймання загону абрека Зелімхана в горах у верхів'ях біля урочища річки Аси. Частину абреків було вбито та заарештовано, включаючи родину Зелімхана. Однак сам він втік.
- Жовтень 1910 — Зелімхан разом із чотирма товаришами на мосту в Асинській ущелині влаштував засідку і князя Андроннікова та поручика Афанасьєва, тяжко поранив командира дагестанської сотні штабс-ротмістра Данагуєва (той на все життя залишився калікою) та шістьох вершників.
- Осінь 1910 — Заворушення в аулах Веденського округу проти влади.
- 1 грудня 1910 р. — У своєму рідному селі Старі Атаги вбито абрека Абубакара Хасуєва, найближчого друга Аюба Тамаєва — сподвижника Зелімхана.

#### 1910—1913 гг.

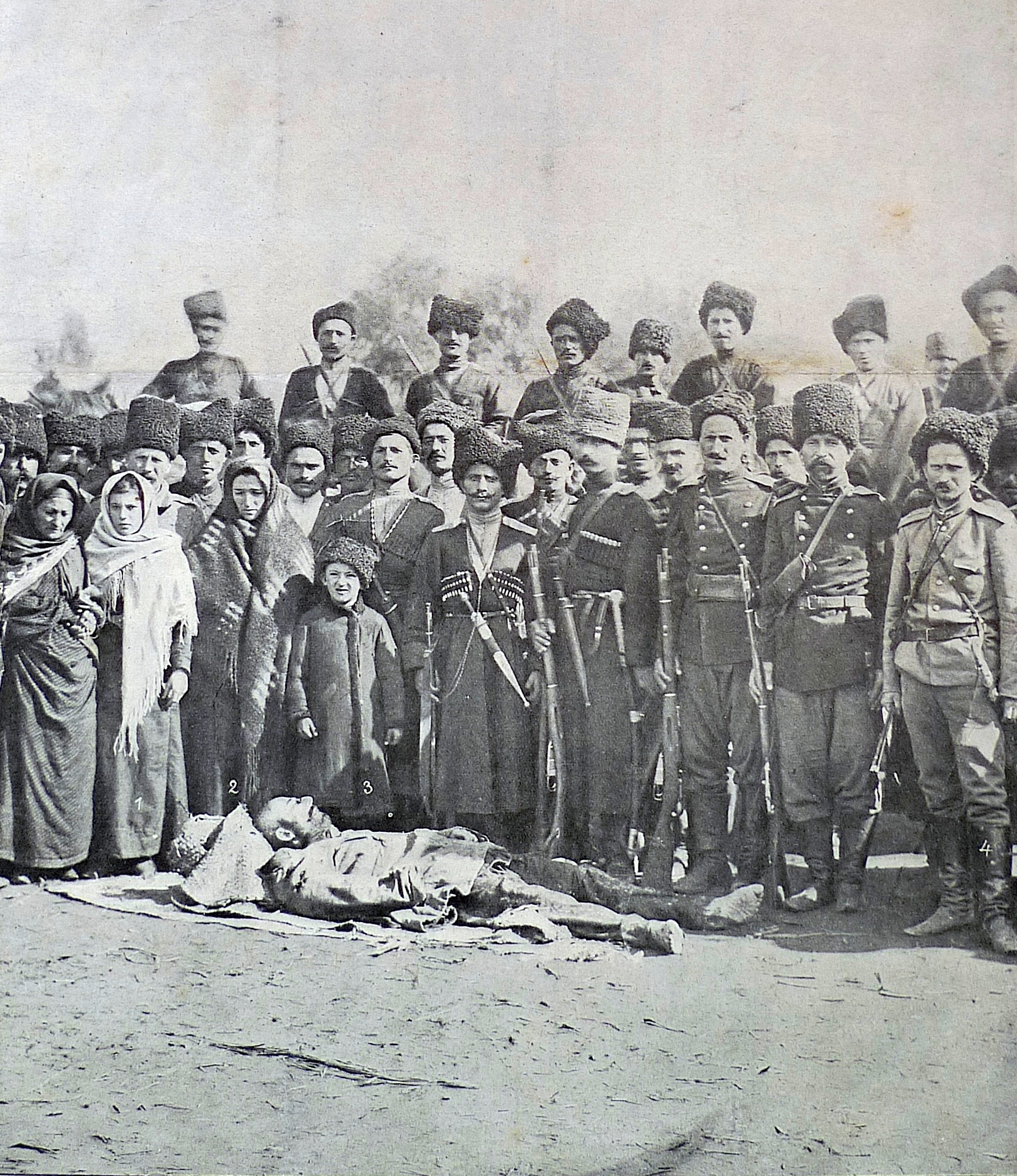
Загін горян, що діяли проти Зелімхана, та сім'я вбитого абрека біля його тіла. 1) Дочка Зелімхана, 2) його невістка, 3) його син та 4) начальник загону

- 19 квітня 1911 р. — Зустріч Зелімхана з п'ятьма студентами (переважно вірмени), які просили Зелімхана підтримати революцію в Росії. У цій зустрічі, організованій через Шахіда Борщикова, брали участь 22 особи, серед яких опинилися два агенти військового загону.
- Жовтень 1911 р. — Наказ намісника Кавказу стягнути 100 000 рублів штрафу з чеченських аулів Грозненського та Веденського округів, де ховалися абреки, на користь постраждалих від «Зелімханівщини».
- 15 жовтня 1911 р. — Начальник карального загону полковник Морганія з трьома ротами Дагестанського полку, двома сотнями козаків, 16 вершниками-дагестанцями та 12 назранівцями оточив с. Сунженське, де ночував Зелімхан. Зелімхан прорвав оточення і пішов неушкодженим.
- Жовтень 1911 — За наказом намісника Кавказу в с. Старосунженському висадили в повітря кілька будинків, в яких 15 жовтня міг зупинитися Зелімхан.
- Листопад 1911 р. — Заарештовано та вислано з Чечні та Інгушетії представників вищого духовенства Сугаїп Гайсумов, Бамат-Гірей Мітаєв, Абдул-Азіз Шаптукаєв, Батіл-Хаджі Белхороєв, Кана-Хаджі, Чиммірза, мулла Магома.
- 11 листопада 1911 р. — Начальник Веденського округу підполковник Каралов створив команду з місцевих старшин, які поклялися на Корані вбити Зелімхана.
- 9 грудня 1911 р. — Начальник карального загону полковник Морганія оточив печеру неподалік Харачоя, де ховався Зелімхан. Протягом двох діб у відповідь на артилерійський та рушничний обстріл Зелімхан зробив п'ять пострілів, убив двох та поранив трьох солдатів. Сам пішов з оточення неушкодженим.
- 1912 р. — Царська влада за голову Зелімхана призначила 18000 рублів.
- 27 вересня 1913 р. — Загибель абрека Зелімхана. Бійці Дагестанського кінного полку під командуванням поручика Кібірова на хуторі поблизу Шалі оточили будинок, у якому був хворий Зелімхан. Поранений пострілом у спину, Зелімхан загинув.

### Епістолярій
Малограмотний Зелімхан написав багато. Він не був грамотний російською зовсім, але трохи писав арабською. Перед тим, як здійснити акт відплати, Зелімхан намагався попередити, дати можливість відвернути покарання. Зелімхан писав Добровольському та приходив до нього сам. Писав Галаєву, Данагуєву, Вербицькому, Морганію, Дудникову, а також Каралову. Диктував листи своїм «письменникам» Бетир-Султану та Бачі-Юртівському Гаккай-мулле.
Листи, що зберігалися у Бетир-Султана, відібрано під час обшуку начальником особливого відділу якоїсь дивізії. Листи Вербицькому, Каралову, Дудникову зникли так само, як і листи Міхєєву. Лист голові Державної думи свого часу було опубліковано у жовтневому «Голосі Правди». Автором думського листа був чеченський інтелігент та нафтопромисловець.

### Доля прихильників Зелімхана
Частина горян, що воювали із Зелімханом, пішла до Османської імперії. У грудні 1912 — січні 1913 з Дагестану в Трапезунд пішли близько 300 бойовиків Сеїда Акаєва, помічника Зелімхана, які були озброєні 700 гвинтівками.

## Сім'я
Дітей у Зелімхана Гушмазукаєва було четверо: Медні, Еніста, Магомед та Умар-Алі (імена розташовані тут за віковою ознакою).

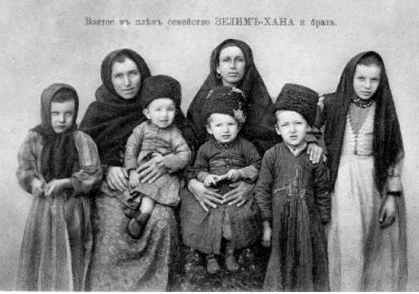
Сім'я Зелімхан.

1919 року померла дружина Зелімхана. Старшого сина Зелімхана, Магомеда було вбито 1922 року в селі Махкети Веденського району ЧІАСРР. Молодший син Зелімхана, Умар-Алі Зелімханов (1910—1947) став начальником районного відділу НКВС в Веденському районі. Після депортації чеченців та інгушів Зелімханов брав активну участь у переслідуванні тих, хто ухилився від депортації, і загинув у 1947 році при спробі ліквідації одного з них.
Тем самым Умар-Али спас многих чеченцев от гибели:
Насамперед, Умар-Алі досліджує разом із працівником НКВС Галанчожевський, Ітум-Калінський, Шатоївський, Ножай-Юртівський та Веденський райони, виявляє кількість униклих депортації, встановлює з ними зв'язок. Зустрічаючись із представниками різних груп чеченців, він переконує їх у безперспективності їхньої боротьби, пропонує добровільно здатися до рук влади і тим самим здобути необхідну свободу. Він гарантував свободу тим, хто добровільно здавався до рук влади, і свої обіцянки він твердо виконував. Завдяки такій роботі Умар-Алі сотні людей були врятовані від неминучої загибелі, виправдані перед законом і пов'язані зі своїми сім'ями та родичами, які перебували в Казахстані та Киргизії.
Методи, якими Умар-Алі на той час керувався у своїй діяльності, були вкрай небезпечними: йому доводилося лавірувати між «злочинцями» та владою. Найменша помилка з його боку могла коштувати йому життя… Але Умар-Алі намагався про це не думати — для нього головним було врятувати хоча б одне життя чеченця.
Умар-Алі призначили на цю посаду фактично після виселення. До того ж серед тих, хто залишився в горах, були і родичі Умар-Алі, які чинили опір місцевій владі. Мета призначення Умар-Алі полягала в тому, щоб використовувати батька Умар-Алі та його самого, як колишнього працівника районного масштабу, який добре знав район.О своём назначении на должность начальника районного отдела НКВД Умар-Али рассказывал следующее:.
Я сам здивувався цьому, навіть образився. Подумав, за кого вони сприймають мене. Коли я заперечив, мене викликали до начальства, де мені було сказано з відповідною інтонацією: — Перш ніж відмовлятися від почесної посади, ви повинні подумати про можливий наслідок відмови особисто для вас і для вашої родини. Це була явна серйозна загроза. Про себе я не думав. Але занапастити сім'ю я не міг. Довелося погодитися, намотавши на вуст те, що слід намотати.

## Пам'ять
- В 1926 Олег Фреліх на студії «Схід-Кіно» зняв німий фільм «Зелімхан»[10].
- У Чечено-Інгуській АРСР було організовано колгосп ім. Зелімхана[11].
- Зелімхан згадується в романі Івана Єфремова «Леза бритви» (1963), один із персонажів якого, Солтамурад — онуковий племінник Зелімхана.
- 1968 року письменник Магомед Мамакаєв написав книгу «Зелімхан».
- Було написано цілу низку пісень про Зелімхана, зокрема, на вірші Муси Гешаєва (автор музики та виконавець Імам Алімсултанов)[12], Ахмада Сулейманова[13] та інших поетів.
- У репертуарі чеченської музичної групи «Президент» є пісня «Зелімхан»[14].
- Заступник міністра Чеченської Республіки з національної політики, зовнішніх зв'язків, друку та інформації Лема Гудаєв, правнук Зелімхана по матері, написав та видав книгу «Абрек Зелімхан: факти та документи».
- У 1988 році в селі Шалі було встановлено пам'ятник Зелімхану[15].
- У середині 1970-х років на в'їзді до Веденського району було встановлено пам'ятник Зелімхану Харачоєвському. Пам'ятник було зруйновано під час бойових дій. У 2008[16] пам'ятник був відновлений на колишньому місці, а через рік встановлений поблизу Харачойського водоспаду[17][18].